# ミヤマトリカブト
ミヤマトリカブト（深山鳥兜、学名：Aconitum nipponicum）は、キンポウゲ科トリカブト属の疑似一年草、有毒植物。高山植物。

## 特徴
地下の塊根は径0.5-3cmになる。形態的変異が著しく、茎は、草原に生えるときは直立し、林中に生えるときは斜上して上部は大きく垂れ、高さ・長さは30-200cmになる。茎は中部でよく分枝するが、枝はあまり伸長せず、枝の上部に屈毛が生える。根出葉と下部の茎葉は、ふつう花時には枯れて存在しないが、ときに生存することがある。中部の茎葉の葉柄は長さ1-10cmになり、屈毛が生えるか、または無毛。中部の茎葉の葉身は腎円形で、長さ6-15cm、幅5-18cmになり、3つに浅裂～深裂し、裂片はさらに羽状に深裂して、終裂片は幅3-6mmの線形から披針形になる。
花期は8-9月。花序は散房状から円錐状になり、1-15個ほどの花がつき、上部から下部に向かって開花する。花柄は長さ1.5-15cmで、茎に対して広角度に開いて伸び、下向きの屈毛が密生する。花柄の小苞は中部付近に1対つき、線形から披針形で長さ4-25mmになる。花は青紫色から青色、まれに黄白色で、長さは2.5-4.5cmになる。花弁にみえるのは萼片で、上萼片1個、側萼片2個、下萼片2個の5個で構成される。かぶと状になる上萼片は円錐形になり、長さ18-25mm、幅13-23mmで、外面に屈毛が生え、前方の嘴は長くとがる。側萼片の内面に直毛が散生する。花弁は上萼片の中にかくれて見えないが、柄、舷部、蜜を分泌する距、唇部で構成される。1対あり、無毛で、柄は長さ15-18mm、舷部は長さ11-14mm、幅3-8mmあって距に向かってふくらみ、距は短くて嚢状になり、180度以下に内曲し、唇部は長さ3-4mmになり、先端は浅く2裂し、反り返る。雄蕊は多数あり、ふつう無毛ときに開出毛が生え、雌蕊は3-5個あり、ふつう無毛まれに屈毛が生える。果実は長さ15-20mmの袋果になり、斜開または直立する。種子は長さ4mmになる。染色体数2n=32の4倍体種である。 

## 分布と生育環境
日本固有種。本州の東北地方南部の月山、朝日山地、飯豊山から中部地方の乗鞍岳、白山にかけた日本海側地域に分布し、高山帯から亜高山帯の草原や低木林の林内、林縁に生育する。

## 名前の由来
和名ミヤマトリカブトは、「深山鳥兜」の意で、中井猛之進 (1917) による命名。小泉源一によって採集されたもの、および福島師範学校教諭の根本莞爾の副手をしていた中原源治によって1906年8月に飯豊山で採集されたものがシンタイプになっている。
種小名（種形容語）nipponicum は、「日本の」の意味。

## 分類
ミヤマトリカブトは、トリカブト属トリカブト亜属 Subgenus Aconitumのうち、花弁の舷部が距に向かって膨大するキヨミトリカブト節 Section Euchylodea に属し、同節のうち、花はふつう花序の上から下に向かって開花するヤマトリカブト列 Series Japonica に分類される。ヤマトリカブト列に属する日本に分布する種のうち、高山帯から亜高山帯に生育する種（高山植物）としては、タカネトリカブト Aconitum zigzag、ホソバトリカブト A. senanemse、キタダケトリカブト A. kitadakense および本種が属する。タカネトリカブトは花柄と上萼片が無毛、ホソバトリカブトは花柄と上萼片に開出毛と腺毛が生える、キタダケトリカブトと本種は花柄と上萼片に屈毛が生えることが異なる点である。キタダケトリカブトは赤石山脈北岳山頂付近の石灰岩地に特産で、背丈が低い小型の種である。

## ギャラリー

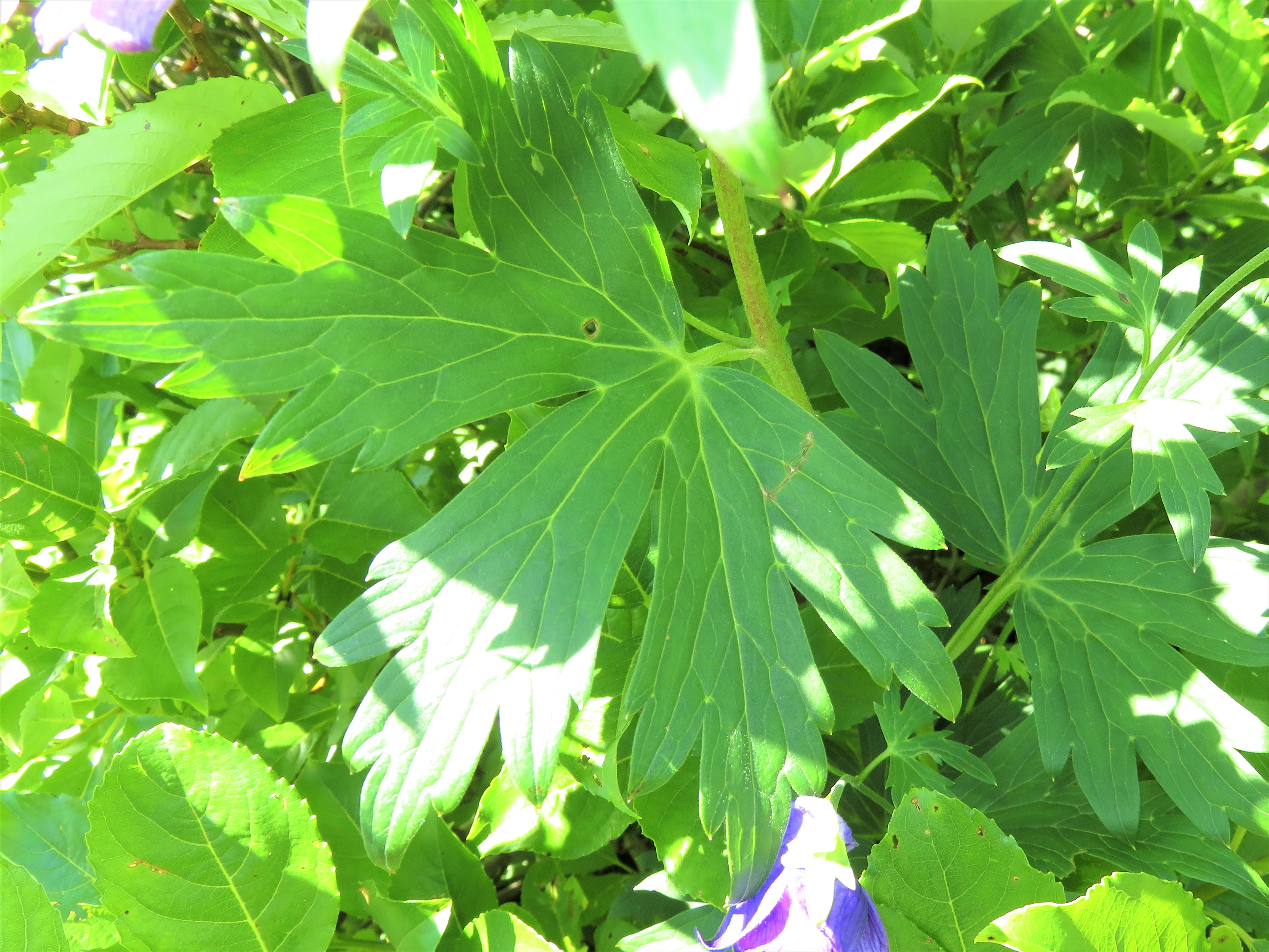
葉は腎円形で、3つに浅裂～深裂し、裂片はさらに羽状に深裂する。
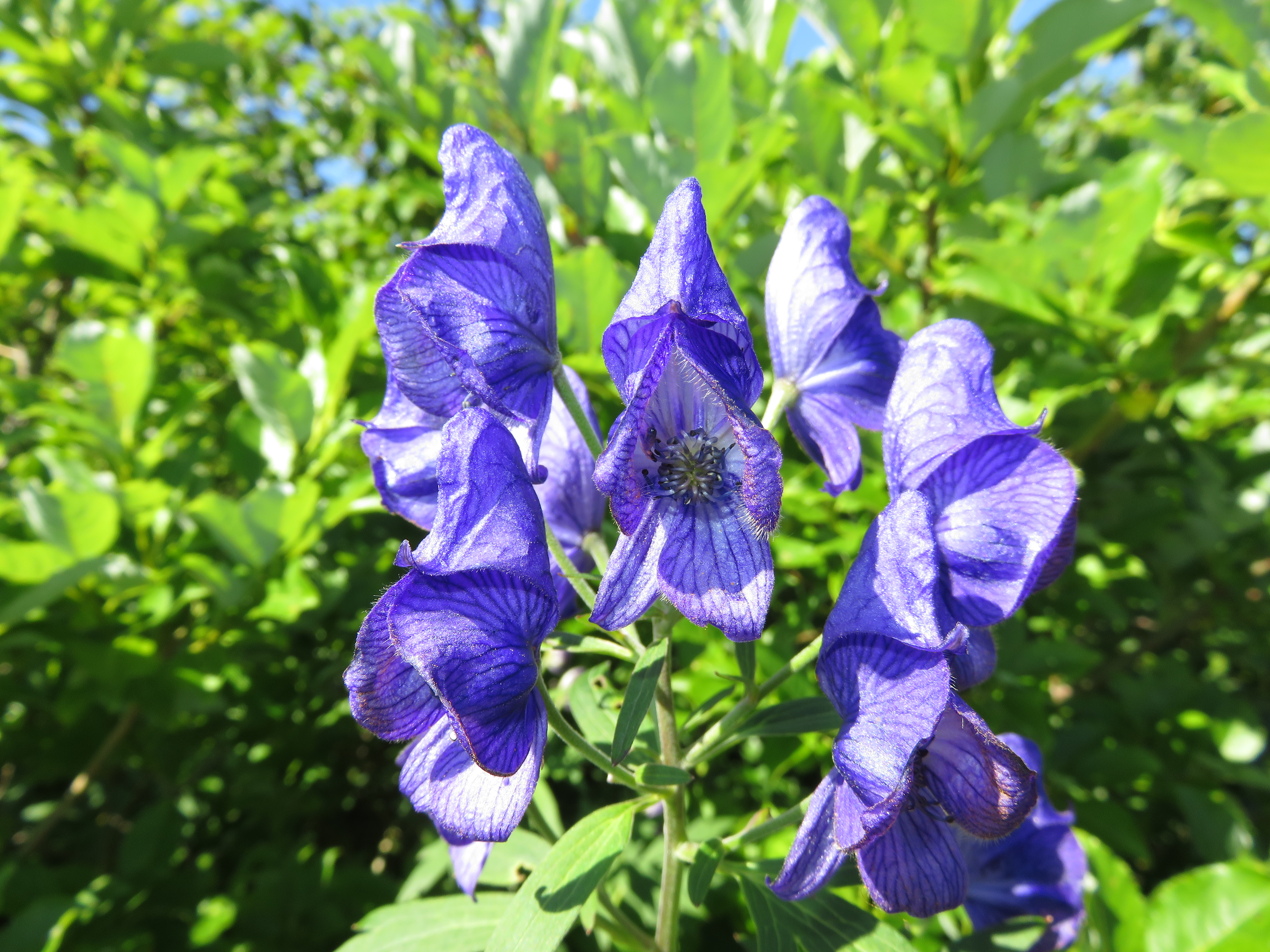
花序は散房状から円錐状になり、花柄は茎に対して広角度に開いて伸びる。雄蕊、雌蕊はふつう無毛。
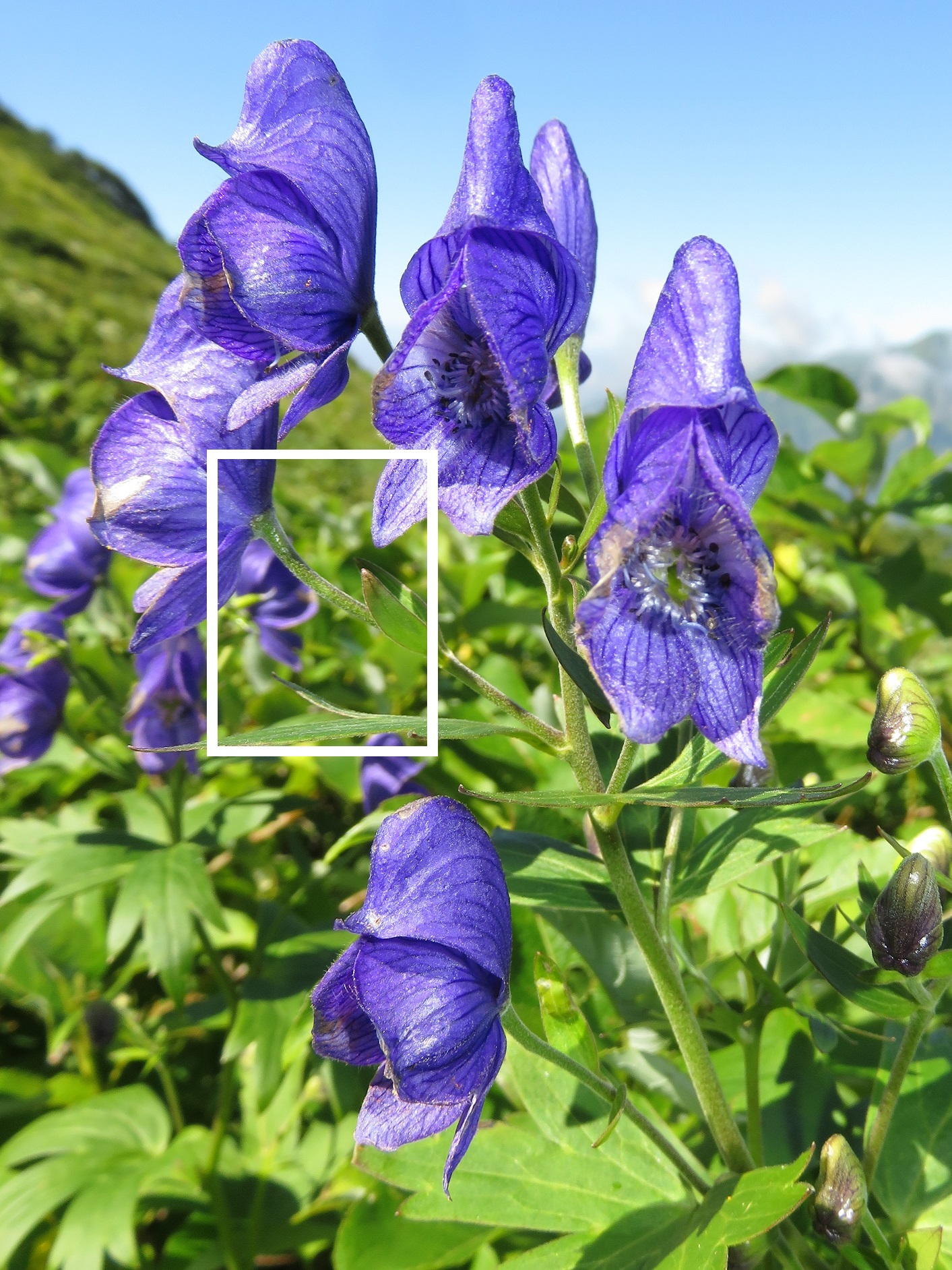
花弁にみえるのは萼片で、上萼片1個、側萼片2個、下萼片2個の5個で構成される。上萼片の前方の嘴は長くとがる。白色の四角形を右写真に拡大。
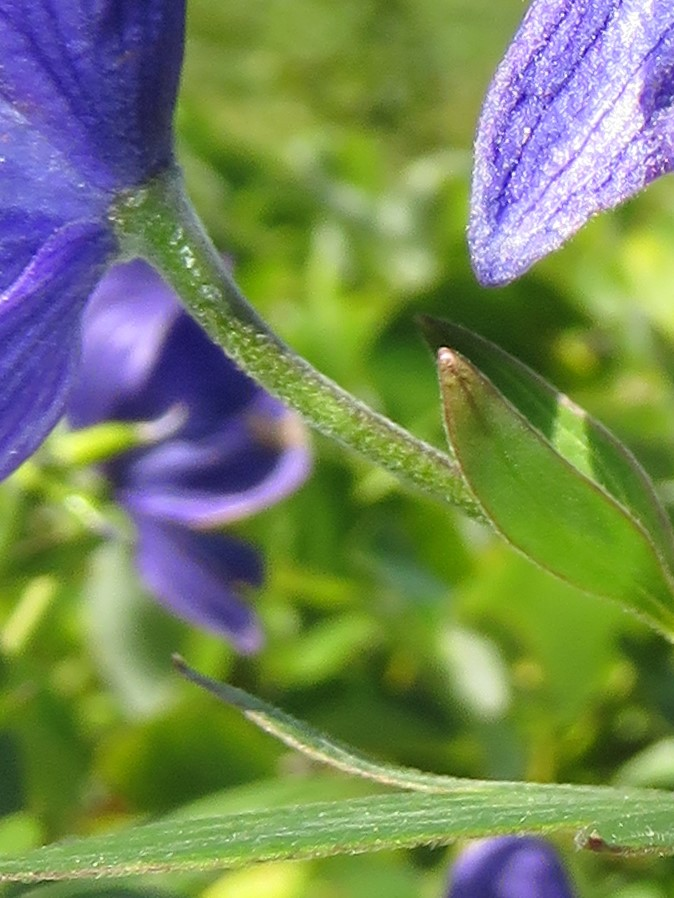
左の白色の四角形の拡大。花柄に下向きの屈毛が密生する。

## 下位分類
次の下位分類は、各シノニムが示すとおり、中井猛之進 (1950, 1953, 1911) が記載した当時は独立種として扱われていた。その後、門田裕一 (1986, 1987) の研究により、ミヤマトリカブトの亜種、変種、あるいは他種との自然交雑種として整理された。

### ミョウコウトリカブト
ミョウコウトリカブト（妙高鳥兜） Aconitum nipponicum Nakai subsp. nipponicum var. septemcarpum (Nakai) Kadota (1987)（シノニム：Aconitum septemcarpum Nakai (1950)）- ミヤマトリカブトの変種。茎の高さは50-150cmになる。葉は3つに浅裂～中裂し、中央裂片は浅く切れ込む。花柄は長さ2.5-3.5cmになり屈毛が生える。上萼片は僧帽状になり、前方の嘴は細く伸びる。ふつう雄蕊と雌蕊に毛が生える。本州中部地方の越後三山から巻機山、群馬県北部、妙高連峰、戸隠連峰に分布し、亜高山帯の草地や林縁に生育する。染色体数2n=32の4倍体種。
絶滅危惧II類 (VU)（環境省レッドリスト）
（2020年、環境省）Aconitum septemcarpum

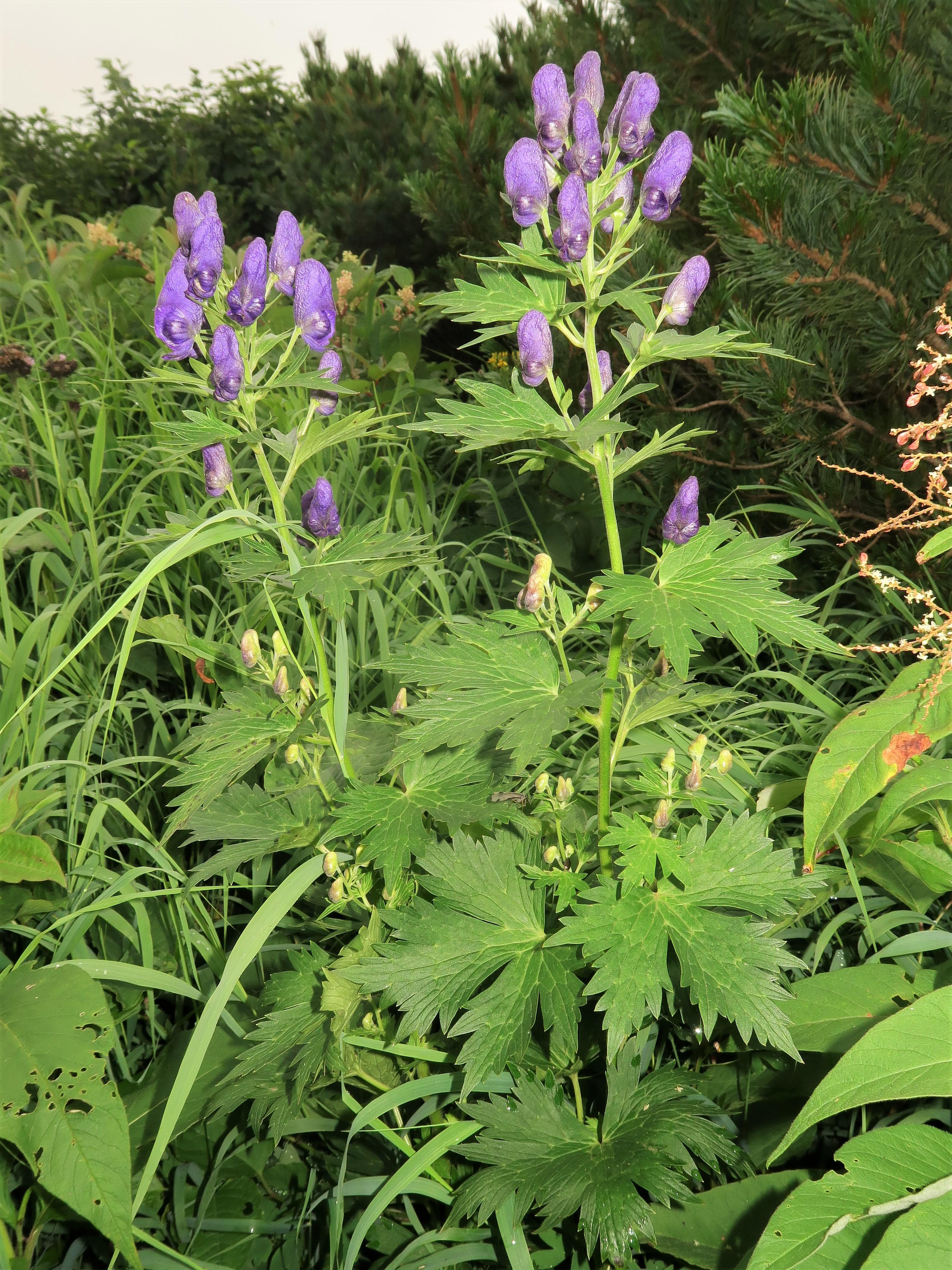
新潟県火打山（2022年8月上旬）
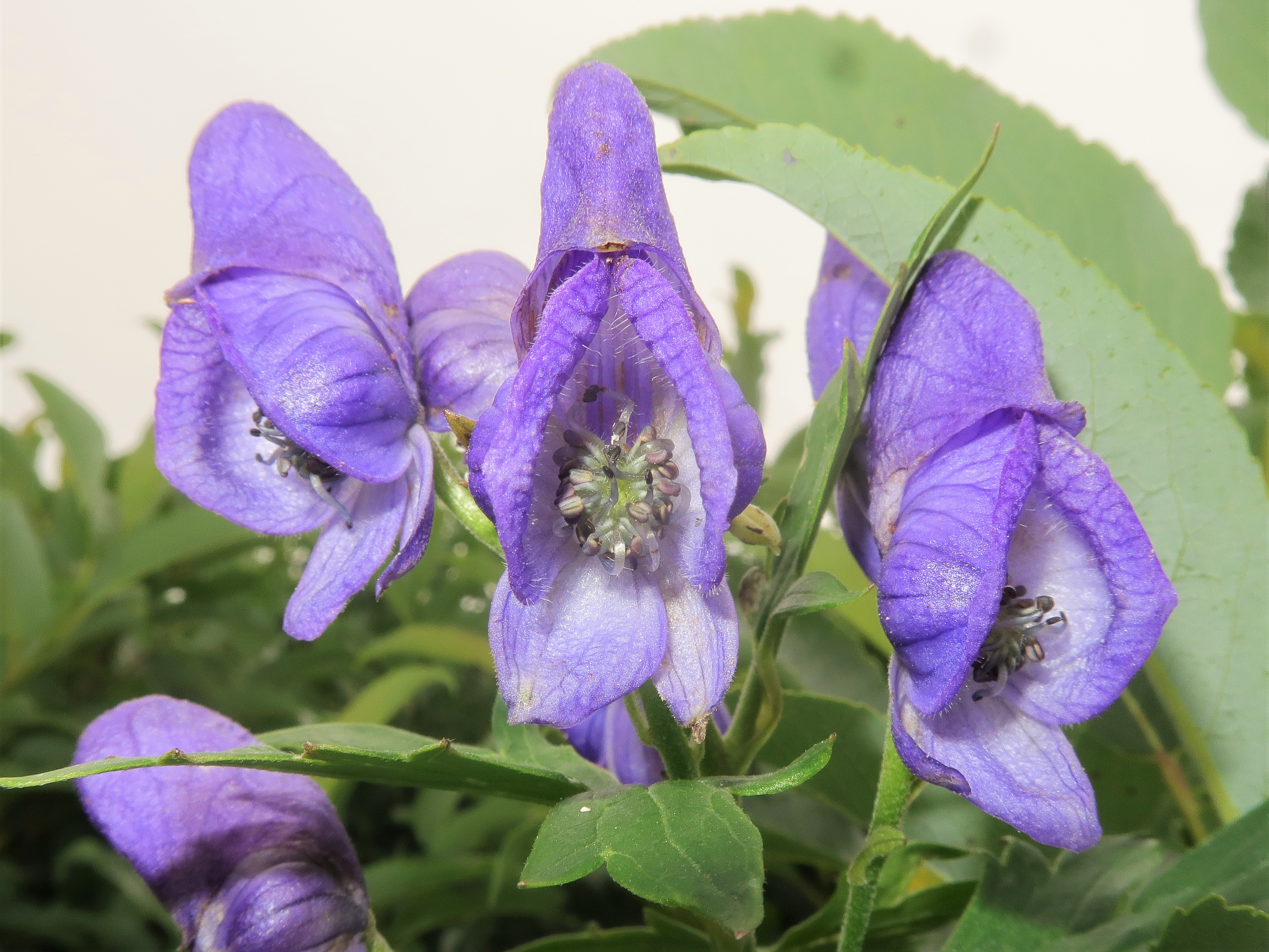
上萼片は僧帽状になり、前方の嘴は細く伸びる。ふつう雄蕊と雌蕊に毛が生える。
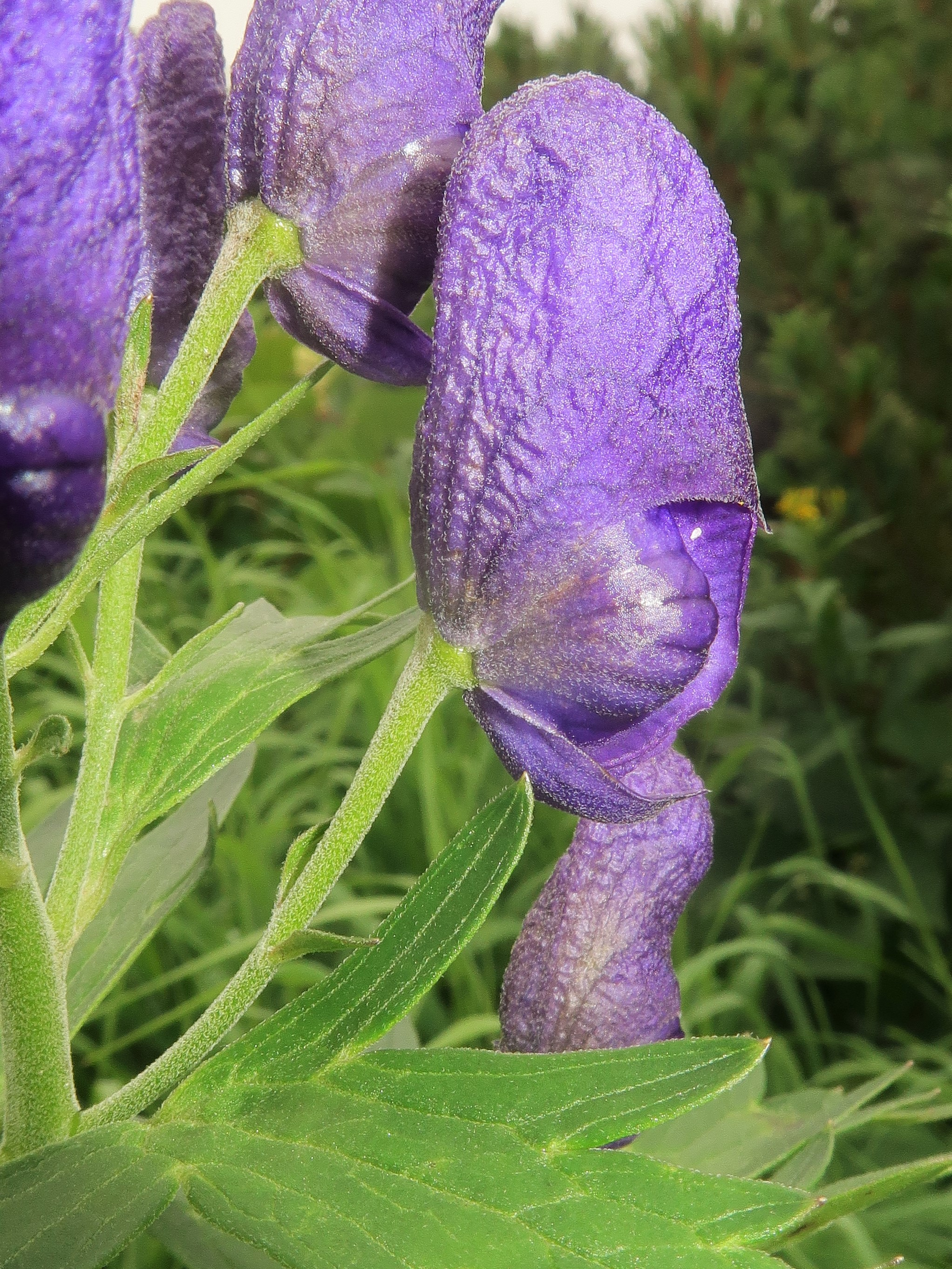
花柄に屈毛が生える。
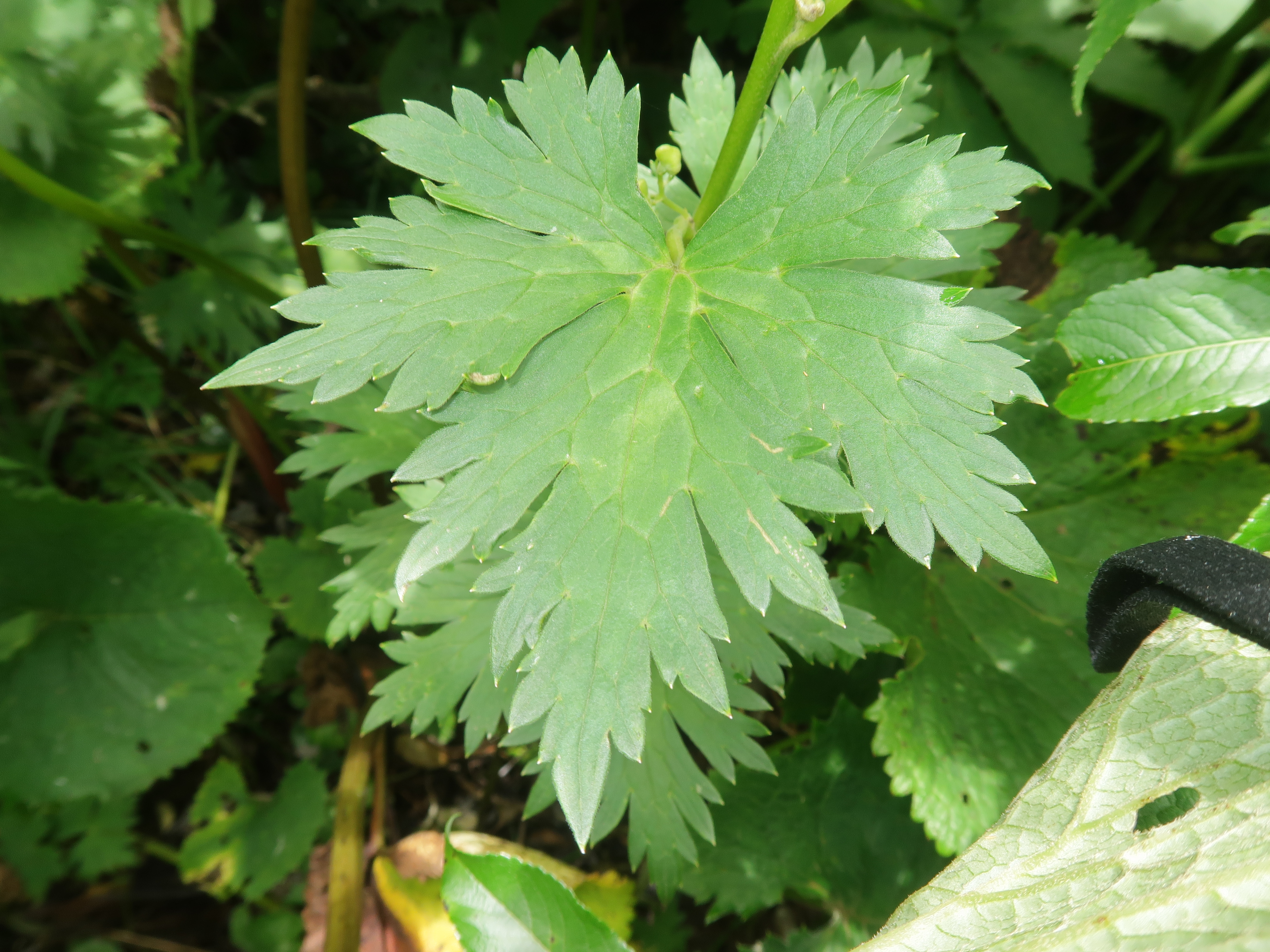
葉は3つに浅裂～中裂し、中央裂片は浅く切れ込む。

### キタザワブシ
キタザワブシ（北沢附子） Aconitum nipponicum Nakai subsp. micranthum (Nakai) Kadota (1987)（シノニム：Aconitum micranthum Nakai (1953) ）- ミヤマトリカブトの亜種。茎の高さは40-120cmになる。葉は基本種より深く基部まで切れ込む。花序は散房状から総状につく。花柄は鋭角に斜上し、長さ1.5-15cmになり下向きの屈毛が密生する。かぶと状になる上萼片は僧帽形から円錐形になり、前方の嘴は短くとがる。雄蕊は開出毛が生え、雌蕊は無毛ときに屈毛または斜上毛が生える。本州関東地方の日光白根山、関東地方から中部地方の関東山地、中部地方の八ヶ岳、赤石山脈北部、木曽山脈、御嶽山に分布し、高山帯から亜高山帯の草原、林縁、林内に生育する。染色体数2n=32の4倍体種。和名キタサワブシは「北沢附子」の意で、赤石山脈の北沢峠で発見されたことによる。亜種名 micranthum は「小さい花の」の意味。
絶滅危惧II類 (VU)（環境省レッドリスト）
（2020年、環境省）Aconitum micranthum

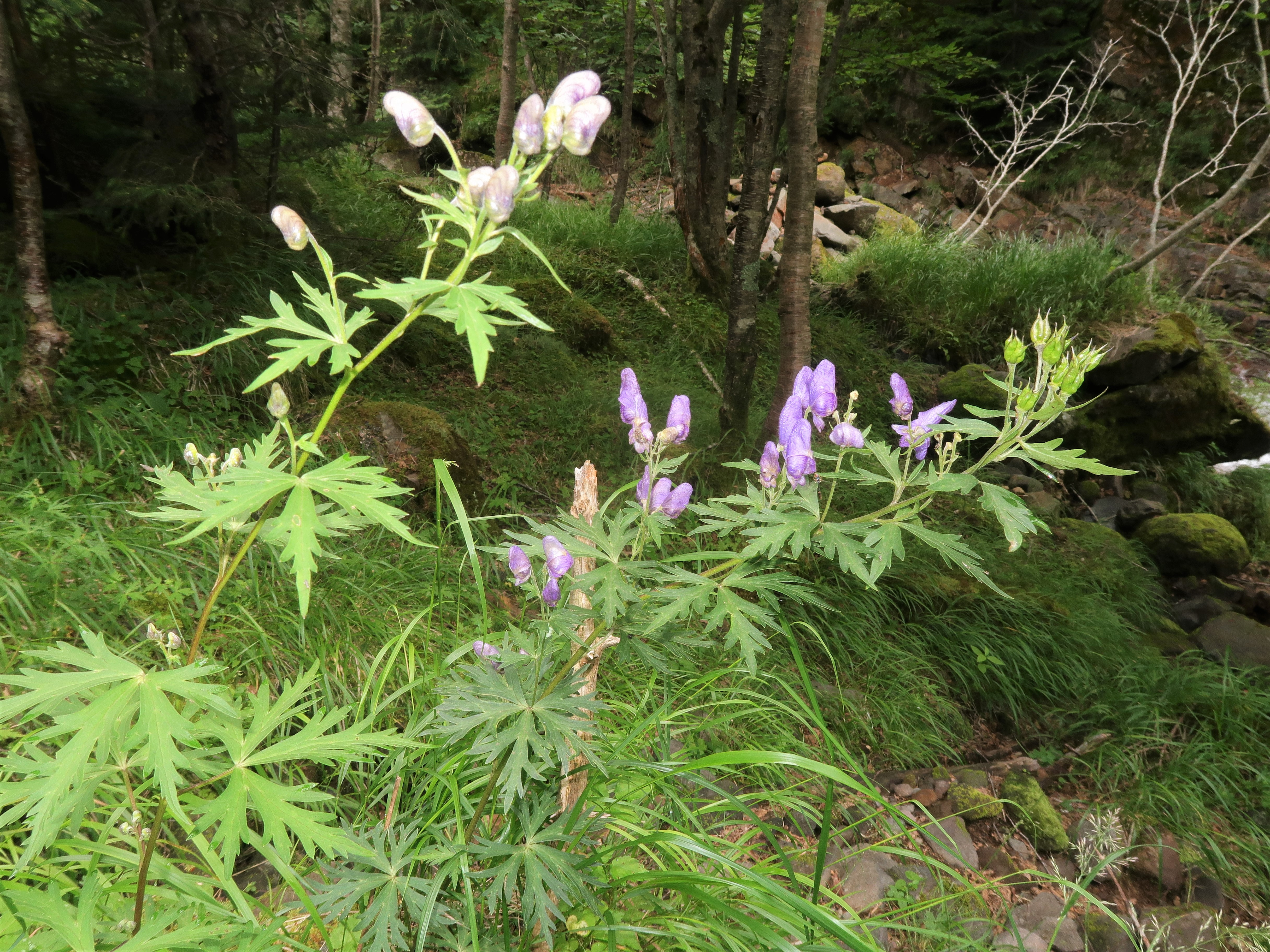
長野県八ヶ岳（2022年8月上旬）
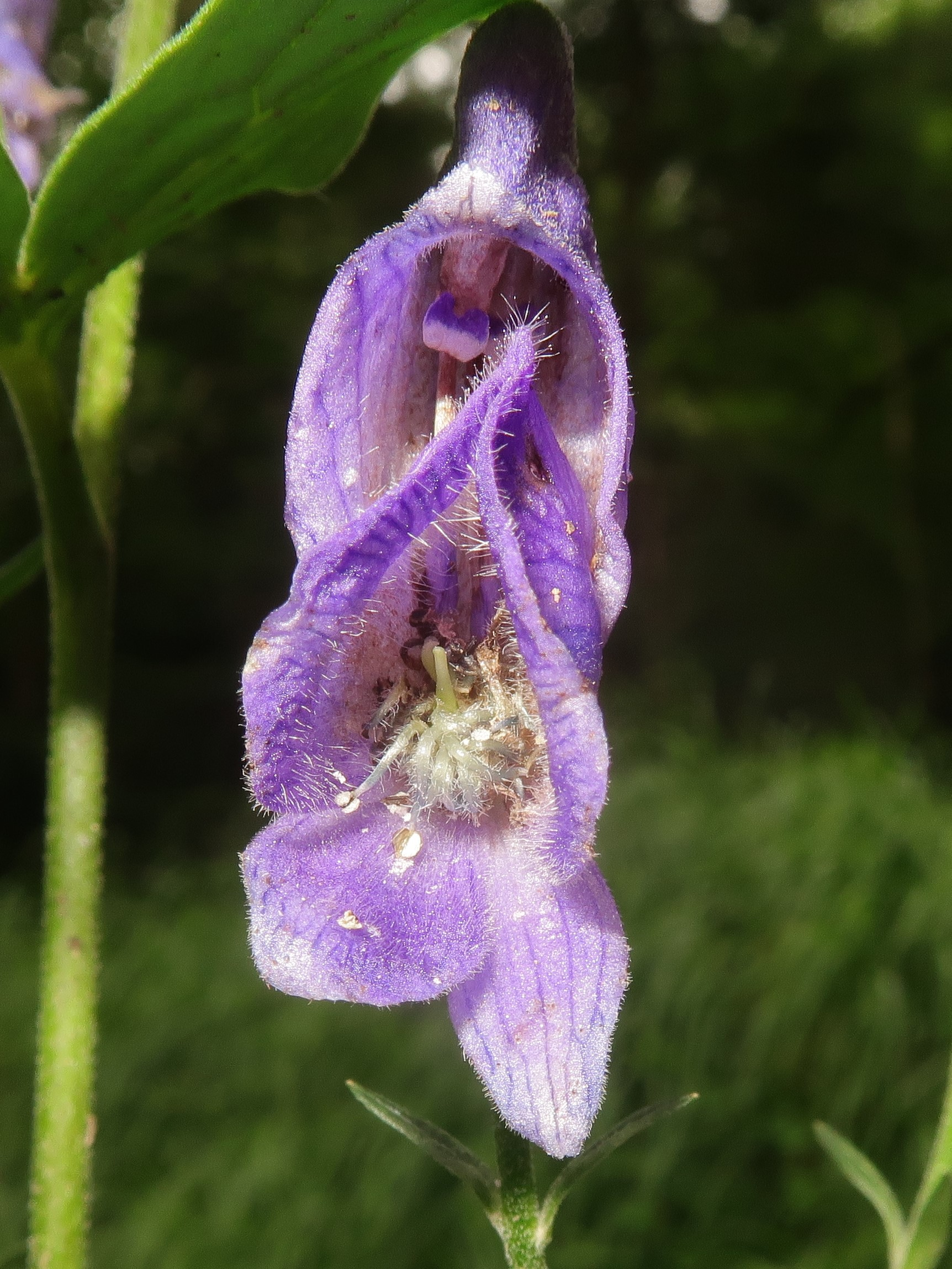
雄蕊は開出毛が生え、雌蕊は無毛ときに屈毛または斜上毛が生える。
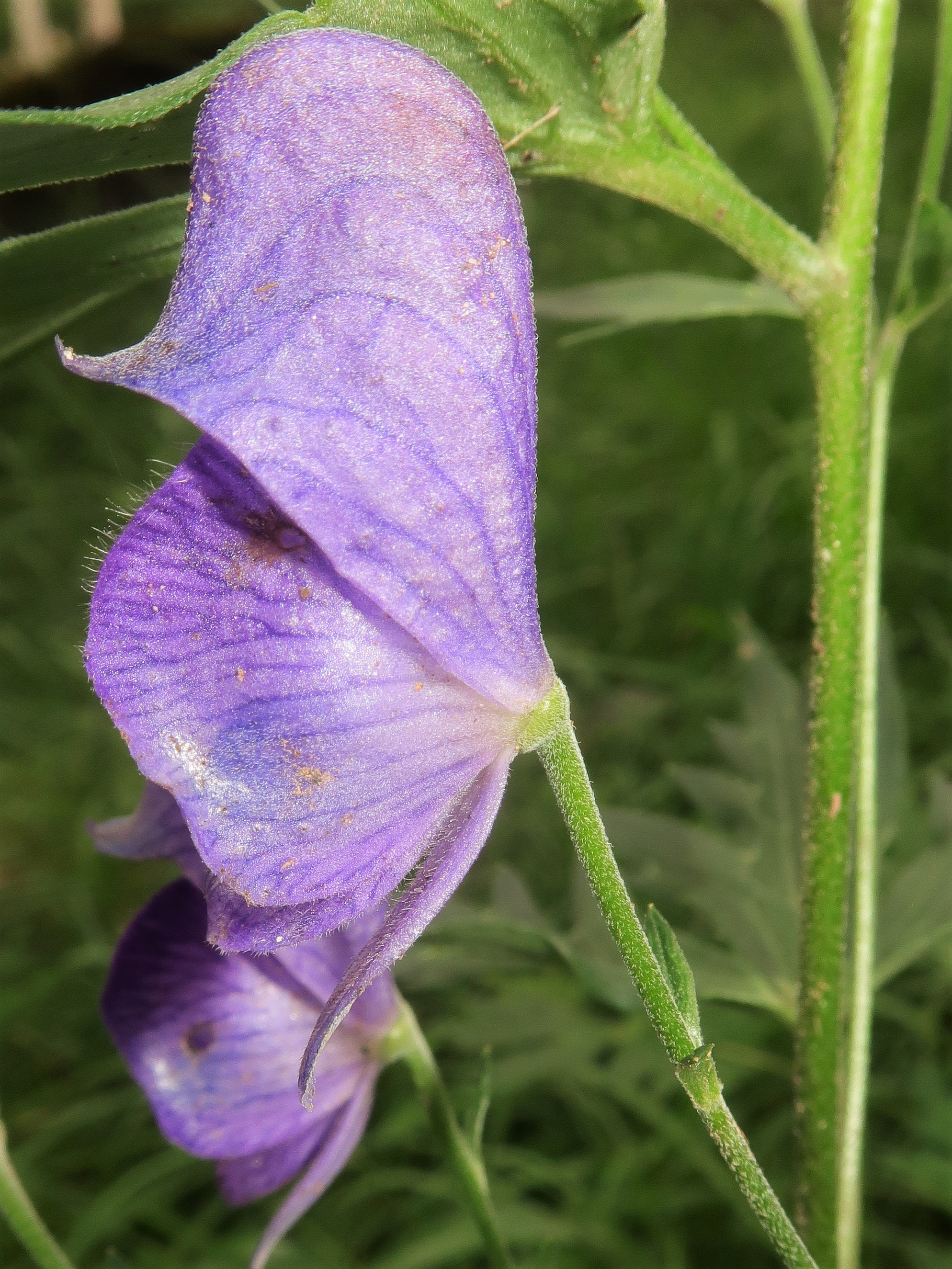
かぶと状になる上萼片は僧帽形から円錐形になり、前方の嘴は短くとがる。花柄に屈毛が密生する。
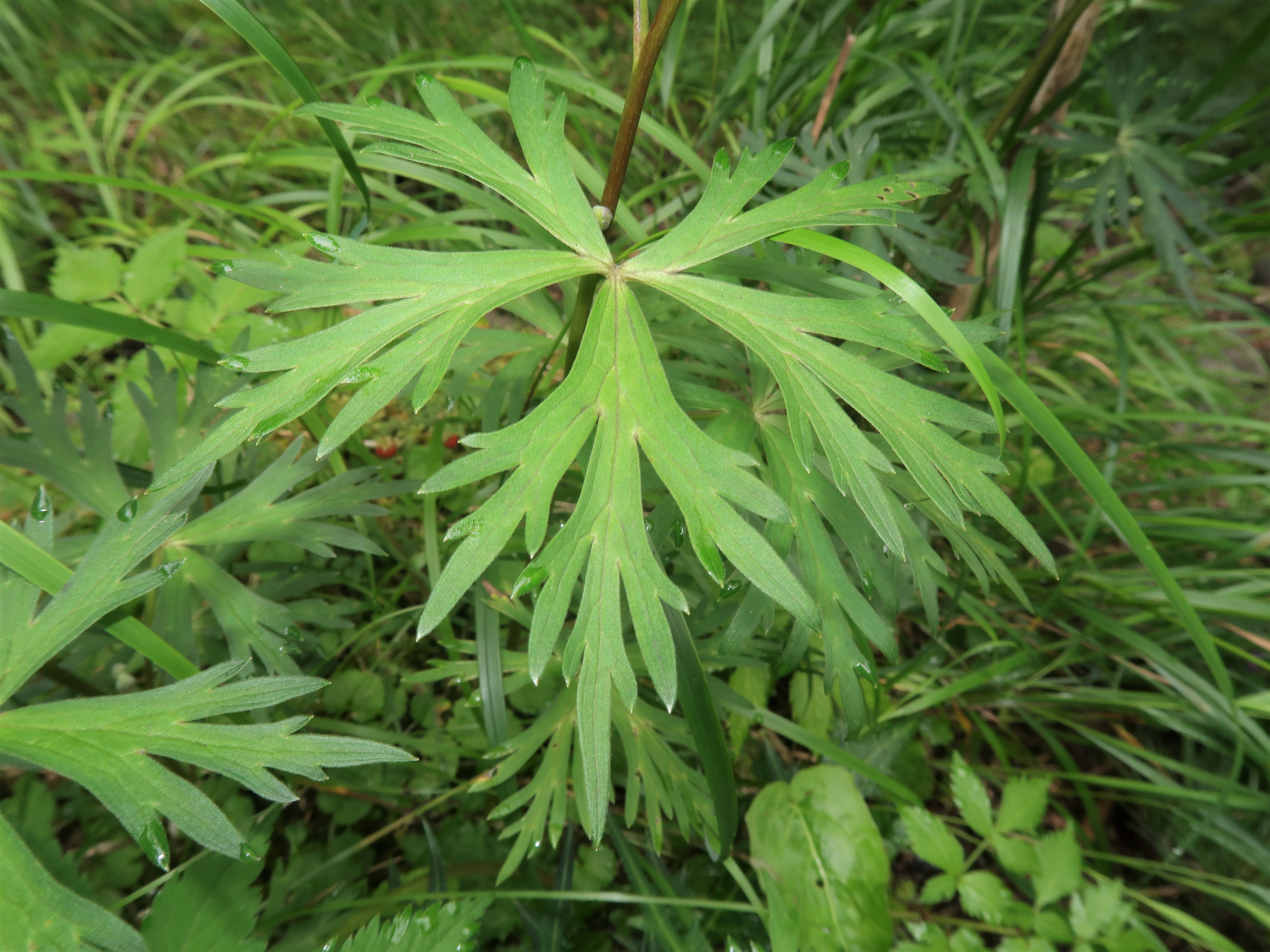
葉は基本種より深く基部まで切れ込む。

### ハクサントリカブト
ハクサントリカブト（白山鳥兜）Aconitum × hakusanense Nakai (1911)（シノニム：Aconitum hakusanense Nakai (1911)）- ミヤマトリカブトと両白山地に分布するリョウハクトリカブト（両白鳥兜）A. zigzag subsp. ryohakuense の雑種起源と推定されるもので、花柄は基本的に無毛で、その先端部のみに屈毛が生える。A. hakusanense Nakai (1911) は、この雑種起源のものをタイプ標本としているため、「ハクサントリカブトはこれら2つの4倍種間の自然雑種に与えられた名前である」とされた。この研究までは、「ハクサントリカブト」は、別名をミヤマトリカブトといい、東北地方南部から中部地方の高山草原に生えるものとされていた。現在、ハクサントリカブトは、リョウハクトリカブトが分布しない白山以外のミヤマトリカブトの分布地では見られないという。